# Psací stroj

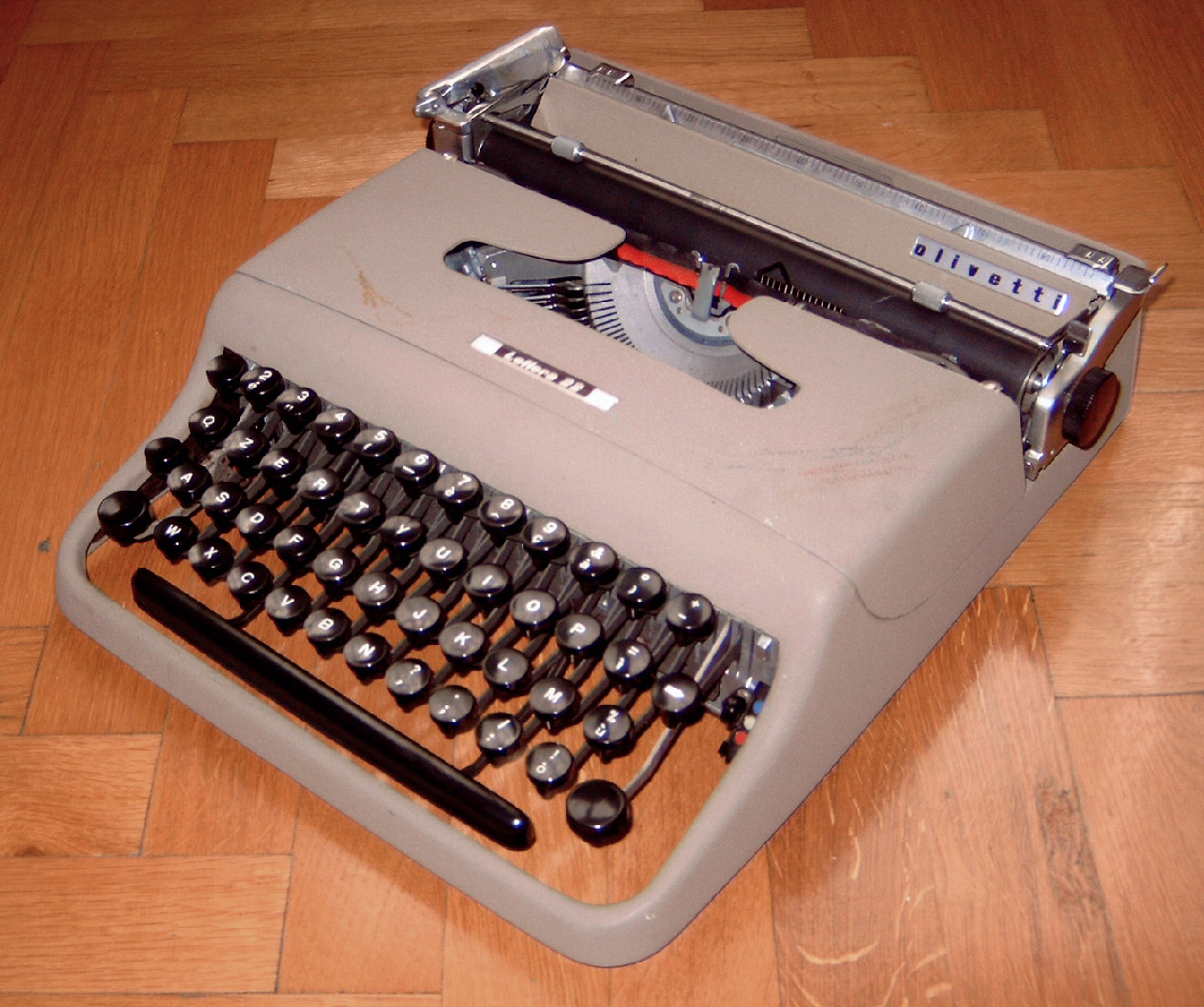
Psací stroj Olivetti Lettera 22 z roku 1950

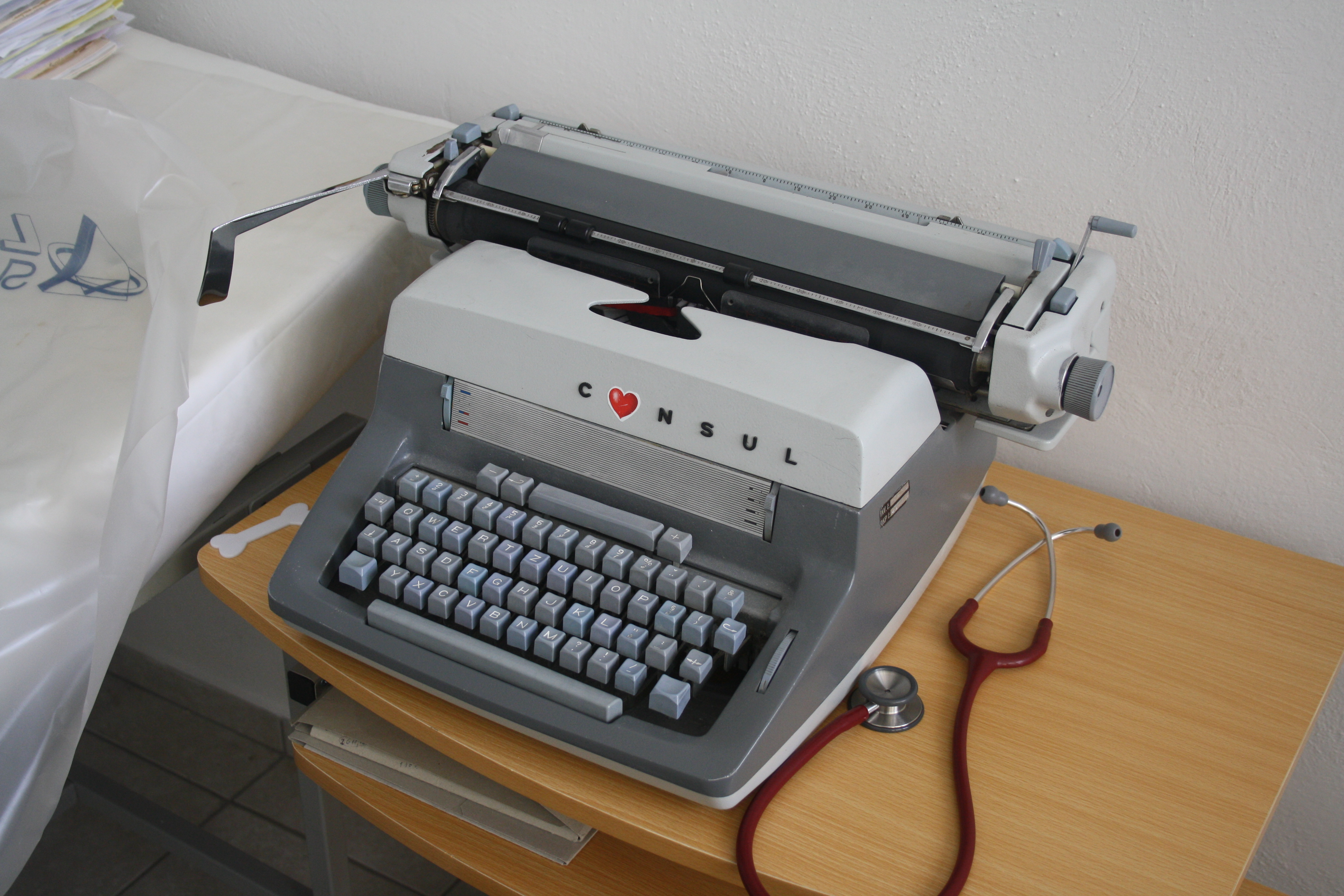
Český psací stroj Consul

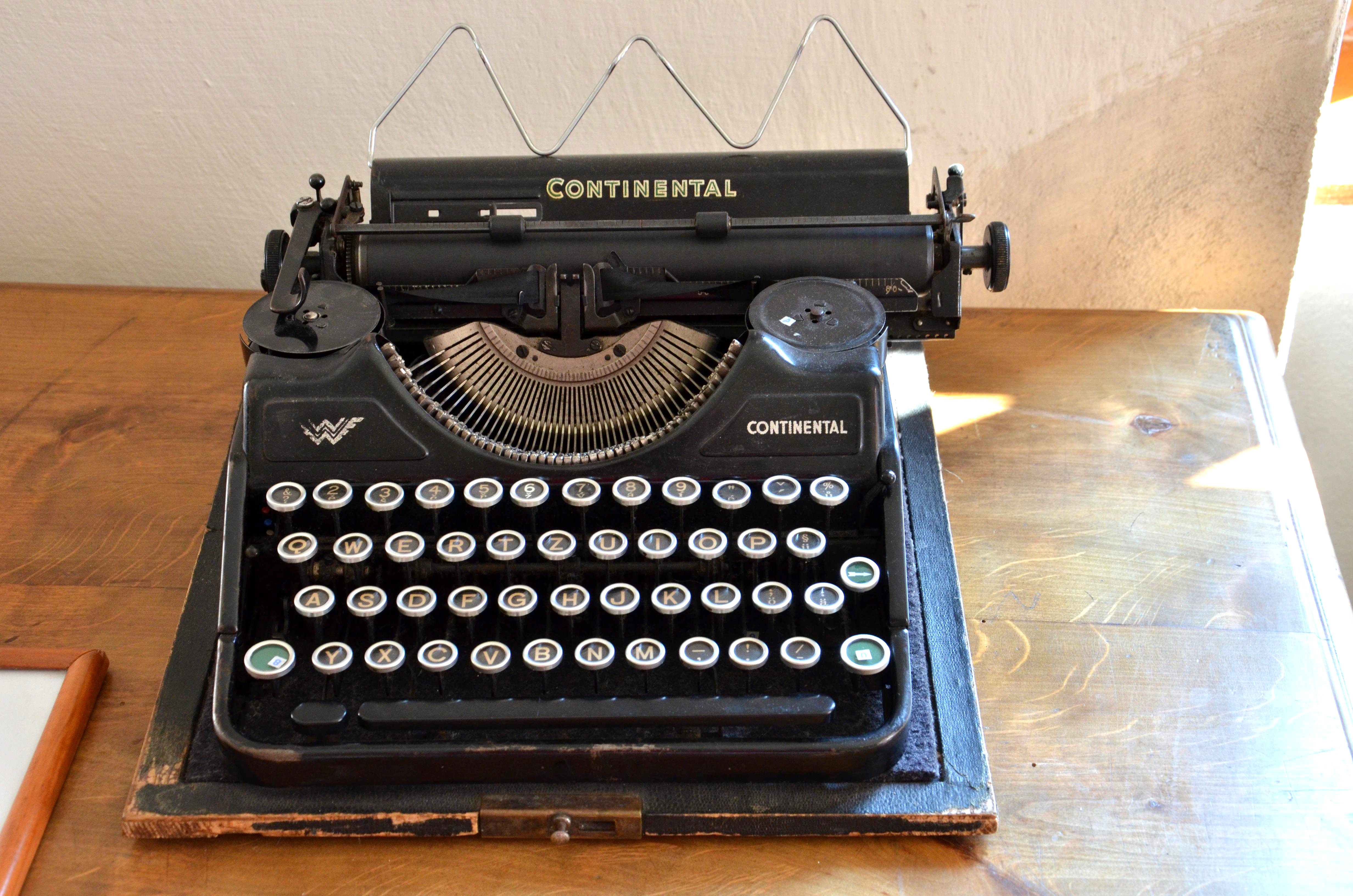
Psací stroj Continental patřící Josefu Toufarovi

Psací stroj je mechanické nebo elektromechanické zařízení, které umožňuje otisknout text na papír. Využívá klávesnici, na které jsou na jednotlivých klávesách uvedeny znaky, jež je možné vytisknout na papír.

## Funkce
Psací stroj se skládá z klávesnice a dále z mechanické nebo elektricky poháněné části, jež zajišťovala psaní textu na papír. Nejmodernější psací stroje umožňovaly i využití paměti a opravu psaného textu. Další částí psacího stroje jsou prvky umožňující vlastní tisk textu na papír nebo jiný záznamový prostředek (např. na rozmnožovací blánu) obvykle přes pásku s barvivem (celočernou nebo červeno-černou). Jednalo se o typové páky umístěné v typovém koši, nebo o kulovou hlavici, či o typové kolo, na kterých byly umístěny jednotlivé znaky (typy).
Papír je posouván pomocí válce. Horizontální posun papíru se provádí pomocí posuvného vozíku. Podle typu stroje se posunuje válec s připevněným papírem po každém úhozu (vytištění jednoho znaku) o jeden krok doleva, nebo psací zařízení o jeden krok doprava. Toto neplatí v případě, jedná-li se o znak umístěný na tzv. mrtvé klávese – například ´, ˇ, ¨.

## Historie
Historie psacího stroje sahá až do roku 1714, kdy Henry Mill patentoval jeho první podobu. Jeho řešení se však nedochovalo, ale rozložení kláves nebylo takové, jaké se používá dnes. Další významná událost se odehrála v roce 1874, kdy pánové Christopher Latham Sholes a Carlos Glidden prodali krachující zbrojovce E. Remington & Sons psací stroj, který nazvali Typewriter (výslovnost [ˈtaipˌraitə(r)]). Ten uměl psát pouze verzálky a příliš úspěšný nebyl. Za pět let se jej prodalo jen 5 000 kusů. Brzy ovšem firma přišla s druhou verzí, která už obsahovala přeřaďovač (⇧ Shift [šift]) pro možnost psaní malých i velkých písmen pomocí týchž kláves.
Už při vývoji první verze Typewriteru se C. L. Sholes potýkal s nepříjemným problémem: když se na stroji příliš rychle psala písmena, jejichž typové páky byly těsně vedle sebe, docházelo k jejich častému zasekávání a psaní se tak stalo velmi obtížným. Proto přišel vynálezce Typewriteru se zajímavou myšlenkou: typové páky s nejčastěji používanými písmeny anglické abecedy umístil dále od sebe a zároveň zvolil takové rozložení, které by pisateli umožnilo rychlý způsob psaní (mohl mačkat klávesy rychle za sebou pomocí všech deseti prstů, tehdy ještě zpaměti). Vítězství v soutěži v rychlosti a přesnosti psaní dalo přednost tomuto rozložení kláves před všemi ostatními (různé počty řad kláves atd.). V roce 1888 bylo toto rozložení kláves přijato v kanadském Torontu na mezinárodním sjezdu odborníků jako standard.
Díky úspěchu Typewriteru II převzaly toto rozložení další společnosti, které ho rozšířily do celého světa. Některé národy zavedly drobné úpravy. Česká klávesnice vychází z německých psacích strojů, které se do Čech začaly dovážet koncem 19. století. Ty měly přehozené klávesy Z a Y, protože z se v němčině používá mnohem častěji než y. Jelikož se tehdy v Čechách psalo hlavně německy, zcela přirozeně bylo toto QWERTZ rozložení převzato; ujalo se ve většině středoevropských i těch balkánských zemí, používajících latinku. Nejen v německojazyčné oblasti, ale i v Česku je z ergonomického hlediska výhodnější umístění Z na horní písmenné řadě.
Ve Francii se též vyšlo z rozložení QWERTY. Nahrazením písmen Q a W písmeny A a Z došlo k vzniku rozložení klávesnice AZERTY. Tu používají i v Belgii (s odlišným umístěním neabecedních symbolů). Podobných změn a úprav existuje ještě více.
Výroba mechanických psacích strojů byla ukončena během dubna 2011 u mumbajské firmy Godrej & Boyce, jejich posledního známého výrobce.